# Jean Adair

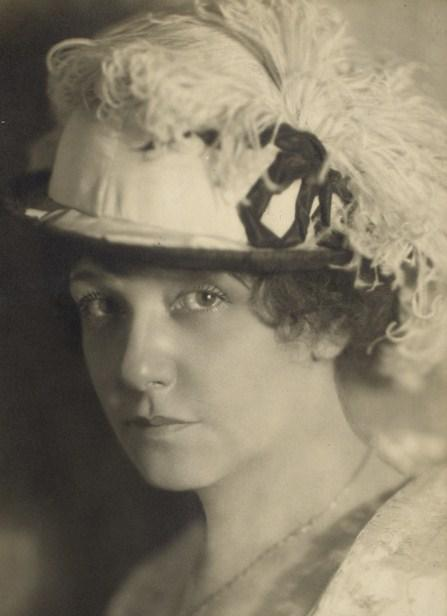
Jean Adair

Jean Adair (* 13. Juni 1873 in Hamilton, Ontario als Violet McNaughton; † 11. Mai 1953 in New York City) war eine kanadische Theater- und Filmschauspielerin.

## Leben und Karriere
Jean Adair besuchte die Schauspielschule in Chicago, anschließend zog sie mit Schauspieltruppen über viele Jahre durch Amerika und war auch in Vaudeville-Shows zu sehen. Ihr Debüt am Broadway gab Adair im Jahre 1922 mit der Hauptrolle in der Komödie It's a Boy. Bis zu ihrem Todesjahr war die Charakterdarstellerin in über 25 Broadway-Stücken zu sehen, meistens in mütterlichen oder verschrobenen Rollen. Heute ist sie vor allem durch ihre Darstellung der betagten, liebenswerten Mörderin Martha Brewster in Joseph Kesselrings Stück Arsen und Spitzenhäubchen bekannt, welche zwischen Januar 1941 und Juni 1944 am Broadway ein großer Erfolg war.
In Frank Capras Filmfassung Arsen und Spitzenhäubchen verkörperte sie diese Rolle neben Cary Grant erneut. Die Filmfassung wurde, obwohl bereits 1941 produziert, aufgrund des großen Erfolgs am Broadway erst 1944 uraufgeführt. Abseits von Arsen und Spitzenhäubchen drehte sie jedoch nur vier weitere Filme: Advice to the Lovelorn (1933), Liebe auf den zweiten Blick (1947), Something in the Wind (1947) und Stadt ohne Maske (1948). Ansonsten konzentrierte sich ihre Karriere hauptsächlich aufs Theater. Kurz vor ihrem Tod übernahm Adair noch einige Gastauftritte im Fernsehen und spielte in der Uraufführung von Arthur Millers Drama Hexenjagd die Rolle der Rebecca Nurse. Sie starb einen Monat vor ihrem 80. Geburtstag in New York.

## Filmografie
- 1933: Advice to the Lovelorn
- 1944: Arsen und Spitzenhäubchen (Arsenic and Old Lace)
- 1947: Liebe auf den zweiten Blick (Living in a Big Way)
- 1947: Something in the Wind
- 1948: Stadt ohne Maske (The Naked City)
- 1951: Kraft Television Theatre (Fernsehserie, Folge 5x10)
- 1951, 1952: Westinghouse Studio One (Fernsehserie, 2 Folgen)
- 1952: Lux Video Theatre (Fernsehserie, Folge 2x47)
- 1952: Broadway Television Theatre (Fernsehserie, Folge 2x11)
- 1952: The Doctor (Fernsehserie, Folge 1x16)